# 楊之璋
楊之璋（1582年—？年），字錫之，號荊岫，河南懷慶府河內縣人，軍籍。明末政治人物。

## 生平
癸卯河南鄉試第三十二名舉人，萬曆三十八年庚戌科會試二百九十九名，第三甲第二百八名進士。刑部觀政，四十年授陝西西安府三原縣知縣，四十三年丁外艱，四十六年補山東聊城縣知縣。官至礼部主事。

## 家族
曾祖楊玄；祖父楊進，贈奉政大夫戶部郎中。
父楊初東，字元夫，隆慶四年（1570年）庚午科舉人，萬曆十一年（1583年）选授四川保宁府推官，未赴任，丁父忧。十三年服除，起補兖州府推官，十九年冬擢升户部主事，管银库。二十二年督饷江西，二十三年升管通州坐粮厅事，二十六年署雲南司郎中事，三十五年考满，十月轉督饷密云，三十八年三月升四川參政，四十三年（1615年）十一月二十一日病卒；母宋氏（封宜人）。具慶下。
弟之玮，號荆田，庚子舉人，官曹州同知；之珮（廩生）；之琇（庠生）；之璠（庠生）；之璵（庠生）；之玠（庠生）。